# Roger Fry
Roger Eliot Fry (født 14. december 1866, død 9. september 1934) var en engelsk maler, kritiker, pædagog og museumsmand. Han var medlem af Bloomsburygruppen.
Fry var kunstkritiker på Athenaeum 1901 og virkede ved Metropolitan Museum of Art 1906-10. Han var redaktør på The Burlington Magazine 1910-19, forstander for Omega Workshops (et kooperativ af kunsthåndværkere) 1913 og Slade-professor ved Cambridge 1933.
Fry og Clive Bell var blandt formalismens fremmeste fortalere. Fry skrev monografier over Cézanne og Matisse og opsatser som betonede kunstværkernes formelle kvaliteter. Han fik stor indflydelse på det engelske kunstliv.